# Le Sexe qui parle
 Pour plus de détails, voir Fiche technique et Distribution
Le Sexe qui parle est un film pornographique français, réalisé par Claude Mulot, sorti en 1975.
Porno réalisé en 1975, pendant « l'âge d'or » du genre (avant que la censure intervienne à la fin de cette même année), Le sexe qui parle est l'un des films X français les plus connus.

## Synopsis
Joëlle est mariée à Éric, un architecte sympathique, mais qui délaisse sa femme depuis quelque temps (usure du couple). Joëlle dirige une entreprise de publicité et n'est donc pas inactive. Mais voilà que sa libido, plutôt en berne depuis quelques mois, se réveille soudainement et brutalement, puisqu'elle en vient jusqu'à prodiguer une fellation à l'un de ses employés de manière impromptue, dans son bureau. Après quoi, elle se demande ce qui lui est passé par la tête. Serait-elle possédée ?
Lors d'une soirée entre amis, Joëlle, tranquillement assise sur un sofa à côté d'une copine, paraît complètement détachée de la conversation, absente. Elle se masturbe alors, tranquillement, devant tout le monde, ce qui n'est pas sans provoquer quelques réactions. Éric et Joëlle s'engueulent. Le lendemain, elle ne tarde pas à avoir l'explication de ce comportement. Après avoir fait l'amour avec Éric, sans avoir eu de plaisir, Joëlle s'aperçoit avec horreur que son sexe se met à parler ! Et à parler fort, avec une voix nasillarde, en proférant toutes sortes d'insanités. Sous l'emprise de son sexe, ce dernier lui ordonne de se rendre dans un cinéma porno. Là, elle se donne à deux hommes. Éric tente le tout pour le tout en amenant à la maison une amie à lui qui est psychiatre. La soirée va finir en jeux sexuels, sans que Joëlle ne soit guérie pour autant.
Le sexe commande, et a le dernier mot.
Le couple quitte Paris pour prendre l'air (et un peu de recul) à la campagne. Mais la psychiatre a décidé de se faire un peu de publicité en vendant la mèche en public. Désormais, tout le monde est au courant du « sexe qui parle ». Un journaliste obsédé met tout en œuvre pour retrouver Joëlle afin d'obtenir le scoop de l'année. Et il y parvient grâce à tante Barbara (Sylvia Bourdon), une artiste-peintre qui couche avec tous ses modèles, et qui n'est pas insensible à l'appât du gain...

## Fiche technique
- Titre : Le Sexe qui parle
- Réalisation : Claude Mulot, sous le pseudonyme Frédéric Lansac
- Scénario : Claude Mulot, Didier Philippe-Gérard
- Photographie : Roger Fellous
- Musique : Mike Steïthenson
- Assistant Réalisateur : Sylvie Jouffa
- Montage : Gérard Kikoïne
- Pays d'origine :  France
- Format : couleur — 35 mm — 1.85:1 — monophonique
- Genre : film pornographique
- Durée : 88 minutes
- Date de sortie : 5 novembre 1975 en  France
- Pour adultes

## Distribution
- Pénélope Lamour : Joëlle
- Béatrice Harnois : Joëlle jeune
- Sylvia Bourdon : Tante Barbara
- Ellen Earl : La psychiatre
- Nils Hortzs : Eric
- Vicky Messica : Richard Sadler
- Luis Anderson
- Jacques Gatteau
- Pierre Humeau
- Pierre Tourneur
- Frank LeFeuvre
- Claude Dupont
- Suzy Whys

## Autour du film
- Il s'agit du seul film où Pénélope Lamour figure dans un générique de film. Remarquée par Gérard Kikoïne dans une boite de strip-tease, elle retourna à l’anonymat après avoir été la vedette du Sexe qui parle.
- Si le sujet du film a beaucoup fait pour sa notoriété, il n'est pas original. Dans son ouvrage libertin Les Bijoux indiscrets publié « sous le manteau » en 1748, Denis Diderot raconte l’histoire du sultan Mangogul qui, après un pari concernant les infidélités sexuelles de sa cour, demande à un magicien un anneau magique qui fait parler les sexes.
- Le film a bénéficié d'une ressortie en DVD chez Bach Film en 2014 avec un commentaire de Christophe Lemaire. Bien que le film soit considéré comme pornographique, il ne comprend dans cette version pratiquement aucune scène hard telle qu'on les tourne aujourd'hui dans cette catégorie de film : ainsi toutes les fellations sont cachées et aucune pénétration n'est explicite.
- Le président Edgar Faure et le dramaturge Eugene Ionesco auraient déclaré avoir vu et apprécié ce film au moment de sa sortie en salle[2].
- Une suite a été tournée en  1978, également par Claude Mulot, Le Sexe qui parle 2 avec Erika Cool, mais n'eut pas la notoriété du premier[3].